# Sel·làsia
Sel·làsia o Selàsia (en llatí Sellasia, en grec antic Σελλασία) era una ciutat de Lacònia, a la vall de l'Oenos, al camí entre Tegea i Argos. Era una posició defensiva espartana contra un possible exèrcit invasor. És famosa per la batalla de Sel·làsia lliurada en aquest lloc l'any 222 aC entre Antígon III Dosó del Regne de Macedònia i Cleòmenes III rei d'Esparta.
Per la seva posició, Sel·làsia estava sempre exposada a invasions. En la primera invasió de Lacònia per part dels tebans l'any 369 aC, la ciutat va ser assaltada i cremada, segons diu Xenofont, i com que els seus habitants i els periecs es van rendir a l'enemic, els lacedemonis la van tornar a envair al cap de quatre anys ajudats per un contingent de tropes enviades per Dionís el Jove. Després de la tercera derrota l'any 222 aC, sembla que mai no es va reconstruir, i eren ruïnes en temps de Pausànies.
L'any 195 aC va tenir lloc als seus voltants una altra batalla, una de les batalles de la Guerra contra Nabis, un conflicte bèl·lic entre la ciutat estat grega d'Esparta i una coalició formada per la República Romana, la Lliga Aquea, Pèrgam, Rodes i el Regne de Macedònia.